# كيكو أوليفاس
فرانشيسكو خوسيه أوليفاس (بالإسبانية: Francisco José Olivas Alba)‏ (مواليد 21 أغسطس 1988 في أنتقيرة - إسبانيا) لاعب كرة قدم إسباني يلعب حاليا لصالح نادي الدرجة الأولى فياريال الإسباني منذ 2007 في مركز قلب الدفاع. بدأ مشواره الكروي مع نادي ملقا ولعب أول مبارياته مع نادي فياريال الأساسي عام 2009 أمام نادي أوساسونا.

## روابط خارجية
- كيكو أوليفاس على موقع قاعدة بيانات كرة القدم.إي يو (الإنجليزية)
- كيكو أوليفاس على موقع Soccerbase.com (لاعب) (الإنجليزية)
- كيكو أوليفاس على موقع Soccerway.com (الإنجليزية)
- كيكو أوليفاس على موقع AS.com (الإسبانية)